# 東風平運動公園野球場
東風平運動公園野球場（こちんだうんどうこうえんやきゅうじょう）は、沖縄県島尻郡八重瀬町にある野球場である。隣接してソフトボール場もある。
かつては日本ハムファイターズや、ヤクルトスワローズ二軍、韓国プロ野球（KBOリーグ）のハンファ・イーグルスが春季キャンプで使用していた。
2019年に新設された沖縄県初のプロ野球チームの琉球ブルーオーシャンズが、2020年の春季キャンプで使用するとともに、準本拠地として使用すると発表した。
2023年より再びハンファ・イーグルスが春季キャンプで使用している。

## 球場データ
- 両翼98m、中堅122m[3]
- ナイター設備有
- 収容人数　1800人
- スコアボード　電光式
- 駐車場　113台